# Agnel Degadt
Oscar Julien Degadt, kloosternaam: Agnel (Koekelare, 15 januari 1916 - Beernem, 24 februari 2001) was de negende generaal overste van de Broeders van Liefde.

## Levensloop
Zoon van Camiel Degadt en Lucie Toortelboom, trad Degadt in bij de Broeders van Liefde in 1933. Het jaar daarop sprak hij geloften uit voor drie jaar en in 1937 deed hij eeuwige geloften.
In augustus 1967 werd hij tot generaal overste verkozen, in opvolging van Koenraad Reichgelt. Hij was de eerste broeder met een doctoraatstitel die aan het hoofd van de congregatie kwam.
Vanuit Rome kwam de suggestie om als internationaal werkende congregatie voor een hoofdzetel in die stad te kiezen. In november 1967 verhuisde de generaal overste met zijn onmiddellijke medewerkers naar de Eeuwige Stad, waar een hoofdzetel werd georganiseerd, eerst in de Via Aurelia, later in de Via Gianbattista Pagano.
Degadt bleef overste tijdens negen moeilijke overgangsjaren. Hij bezocht regelmatig de activiteiten van de broeders in de verschillende landen. Elke maand kregen alle broeders van hem een brief met het nieuws van wat overal in de Congregatie gebeurde. 
De snelle evoluties, waar hij soms enige problemen mee had, en zijn enigszins wankele gezondheid maakten dat Degadt zich in 1976 niet meer verkiesbaar stelde. Hij keerde naar België terug en werd nog enkele jaren provinciaal van de Belgische provincie. Nadien bleef hij nog verantwoordelijk voor de zorg te verlenen aan de oude broeders.